# Teatr uliczny (album)
Teatr uliczny - album studyjny polskiego zespołu hip-hopowego Okoliczny Element. Wydawnictwo ukazało się 28 maja 2014 roku nakładem wytwórni muzycznej Aloha Entertainment. Produkcji nagrań podjęli się Biała Trawa, Mej, Spalchemik, Bimberland, Dohtór-Mej oraz Sandały I Skarpety. Scratche wykonali DJ BRK i DJ Czarli.

## Lista utworów
Opracowano na podstawie materiału źródłowego.
1. "Pro-log" (produkcja: Biała Trawa)
2. "Otwieracz" (produkcja: Mej, scratche: DJ Czarli)
3. "Ga-da-li" (produkcja: Mej, scratche: DJ BRK)
4. "Rapowy przekaz" (produkcja: Spalchemik)
5. "Sport-tofcy" (produkcja: Mej, scratche: DJ Urb)
6. "Ide se" (produkcja: Mej, scratche: DJ BRK)
7. "Teatr uliczny" (produkcja: Mej, scratche: DJ BRK)
8. "Romantyczny element" (produkcja: Bimberland)
9. "No właśnie" (produkcja: Dohtór-Mej, gościnnie: Kuba Knap)
10. "Pa!jacu" (produkcja: Sandały I Skarpety, scratche: DJ BRK)
11. "Trzeba robić" (produkcja: Mej, gościnnie: Proceente, scratche: DJ Czarli)
12. "Epi-log"